# Hennenman
Hennenman is een plaats in de Zuid-Afrikaanse provincie Vrijstaat.
Hennenman telt ongeveer 25.000 inwoners en is gelegen tussen Welkom en Kroonstad.